# Guiné Guiné
Guiné Guiné (ou Guéné Guéné) est une localité du Cameroun située dans le département du Logone-et-Chari et la Région de l'Extrême-Nord. Elle fait partie de la commune de Waza et du canton de Waza rural.

## Population
Lors du recensement de 2005, on y a dénombré 67 habitants.